# محركات هيونداي
أنتجت شركة هيونداي موتور العديد من عوائل المحركات للسيارات منها المحركات التالية:

## محرك (Epsilon)
محرك صغير من 4 اسطوانات مستقيمه قدم في العام 2002 م
- ال(G4HA): بسعة 0.8 لتر وقدرة 54 حصانا عند 6000 دوره في الدقيقة وعزم 70 نيوتن / متر عند 4800 دوره في الدقيقة
- ال(G4HC): بسعة 1.0 لتر وقدرة 58 حصانا عند 5700 دوره في الدقيقة وعزم 110 نيوتن / متر عند 3000 دوره في الدقيقة
- ال(G4HG): بسعة 1.1 لتر وقدره 64 حصانا عند 5500 دوره في الدقيقة وعزم 94 نيوتن / متر عند 3000 دوره في الدقيقة

استخدم في :
- - كيا THE ALL NEW PRIDE
- هيونداي AMICA
- كيا all new morning

## محرك(Alpha)
محرك(Alpha) هو أول محرك سيارات صممته كوريا وهو (SOHC) بثلاثة صمامات وأربعة اسطوانات طوليه وكان يتوفر بنسخه توربو. 
الجيل الأول منه قدم عام 1993 م في سيارة (Scoupe) وأنتج بثلاث سعات 1.3 و1.5 و1.6 لتر واستمر إنتاجه حتى العام 2002
- ال(G4EH): بسعة 1.3 وقدرة 71 حصانا عند 5500 دوره في الدقيقة، وعزم 110 نيوتن / متر عند 3000 دوره في الدقيقة بالكاربوريتر

وقدره 83 حصانا وعزم 117 نيوتن / متر بنظام البخاخ الإلكتروني 
- ال(G4EK): بسعة 1.5 وقدرة 92 حصانا عند 5500 دوره / دقيقه وعزم 132 نيوتن /م عند 4000 دوره / دقيقه

الجيل الثاني من (Alpha) بال(DOHC)استخدم في العام 2002 أصبح ينتج 101 حصانا عند 5800 دوره / دقيقه، وعزم 133 نيوتن / م عند 3000 دوره / د
نسخة (turbocharged) التوربو في العام 1993 كانت تنتج 115 حصانا عند 5500 دوره / د، وعزم 167 نوتن / م عند 4500 دوره / د 
- ال(G4ED Alpha II):انتج عام 2005 بسعة 1.6 وقدره 104 حصانا عند 5800 دوره / د، وعزم 144 نيوتن / م عند 3000 دوره / د

وهو يتكون من قاعده من الفولاذ الصلب مع رأس مصنوع من الألمونيوم بنظام (DOHC) وأربع اسطوانات متتالية ونظام حقن الوقود (MFI) 
- ال(Alpha محركات توقيت الصمامات المتغير المستمر): قدم في العام 2006 وأنتج 112 حصانا وعزم 164 نيوتن / م وهو بمكابس مكسوه بالجرافيت وتصميم جديد لقوالب الاسطوانات

عائلة محركات(Alpha)تنتج في مصانع الشركة بمدينة (Ulsan) بكوريا الجنوبية>
استخدم في :
- هيونداي the new all AVANTE

## محرك(Beta)
يتوفر بثلاث سعات 1.6 لتر، 1.8 لتر، 2.0 لتر بنظام DOHC وأربع اسطوانات طوليه ويبنى في مصنع الشركة بمدينة(Ulsan)
- ال(G4GR): بسعة 1.6 لتر وقدرة 116 حصانا عند 6000 د/د وعزم 143 ن/م عند 4500 د/د
- ال(G4CN): بسعة 1.8 لتر وقدرة 125 حصانا عند 6000 د/د وعزم 157 ن/م عند 4500 د/د
- ال(G4GF): بسعة 2.0 لتر وقدرة 102 حصانا عند 5000 د/د وعزم 159 ن/م عند 4000 د/د لنسخة (SOHC)

بسعة 2.0 لتر وقدرة 133 حصانا عند 6000 د/د وعزم 181 ن/م عند 4500 د/د لنسخة (DOHC)
محرك ال(Beta)مشهور لفعاليته وإمكانياته الكهربائية عند تركيب (turbocharger) فهو يعطي قوه تتجاوز ال300 حصانا بدون أي تعديلات داخليه للمحرك وقد استمر إنتاجه حتى العام 2001

## محرك(Beta II)
ظهر ال(Beta II) في العام 2001 ويتكون من قاعده من الحديد الصلب مع رأس مصنوع من الألمونيوم بنظام (DOHC)، ويتوفر نظام ال(CVVT) على ال(Beta) بسعة 2.0 الذي يسمى (G4GC) بقدرة 142 وعزم 185 ن/م
استخدم في :
- هيونداي coupe
- هيونداي Tucson

## محرك(Sirius)
محرك كبير بأربع اسطوانات بنظام (DOHC) ويتوفر بثلاث سعات 1.8 لتر، 2.0 لتر، 2.4 لتر وحاقن وقود اليكتروني (MFI) و16 صمام استمر إنتاجه حتى 2004 م
- ال(G4GM): بسعة 1.8 لتر وقدرة 130 حصانا عند 6000 د/د وعزم 170 ن/م عند 4200 د/
- ال(G4CP): سعة 2.0 لتر وقدرة 140 حصانا عند 6000 د/د وعزم 180 ن/م عند 4800 د/د
- ال(G4JS): سعة 2.4 لتر وقدرة 149 حصانا عند 5500 د/د وعزم 199 ن/م عند 3000 د/د

استخدم في :
- هيونداي Santa Fe

## محرك (Theta)
محرك جديد مكون من أربعه اسطوانات مصنع بالكامل من الألمونيوم قدم في شهر أغسطس من العام 2004 على الجيل الخامس من (SONATA) مجهز بنظام (CVVT) توقيت الصمام المتغير باستمرار ونظام إدارة المحرك (EMS)الذي يحسب كمية الهواء المتدفق إلى المحرك، وتوفر بسعة 2.4 لتر وقدرة 161 حصانا عند 5800 د/د وعزم 219 ن/ م عند 4200 د/د

## محرك(Delta)
محركات كبيرة
```
بست اسطوانات (V6) بسعتين 2.5 لتر 2.7 لتر بنظام (DOHC) بحاقن وقود اليكتروني (MFI) وأربع صمامات لكل اسطوانة 
```

- ال(G6BW): سعة 2.5 لتر وقدرة 168 حصانا عند 6000 د/د وعزم 226 ن/م عند 4000 د/د
- ال(G6BA): سعة 2.7 لتر وقدرة 173 حصانا عند 6000 د/د وعزم 244 ن/م عند 4000 د/د

استخدم في :
- هيونداي coupe
- هيونداي Tucson
- هيونداي Santa Fe

## محرك (Mu)
وهو أكثر تطورا من (Delta) ومصنوع بالكامل من الألمونيوم وبتقنية ال(CVVT)و(VLM) وقدم في عام 2005
ال(G6A5): سعة 2.7 لتر وقدرة 185 حصانا عند 6000 د/د وعزم 284 ن/م عند 5500 د/د
استخدم في :
- الجيل الثاني من هيونداي Santa Fe
- ا

## محرك(Sigma)
من أقدم محركات الست اسطوانات التي صممتها شركة هيونداي وكانت سعاته تتراوح بين 2.5 لتر وصولا إلى 3.5 لتر بنظام الكاربوريتور(على 2.5 لتر فقط) أو البخاخ الإلكتروني وبأربع صمامات لكل اسطوانة (DOHC)استمر إنتاجه حتى العام 2006 لبعض طرازات شركة كيا موتورز 
- ال(G6AV): سعة 2.5 لتر وقدرة 160 حصانا عند 6000 د/د وعزم 204 ن/م عند 4500 د/د
- ال(G6AT and G4HA): سعة 3.0 لتر وقدرة 182 حصانا عند 6000 د/د وعزم 241 ن/م عند 4500 د/د(G6AT)

سعة 3.0 لتر وقدرة 180 حصانا عند 6000 د/د وعزم 255 ن/م عند 4000 د/د(G4HA)
- ال(G6AU and G4HC): سعة 3.5 لتر وقدرة 200 حصانا عند 5500 د/د وعزم 290 ن/م عند 4800 د/د(G4HC)

سعة 3.5 لتر وقدرة 217 حصانا عند 5500 د/د وعزم 314 ن/م عند 3500 د/د(G6AU)
استخدم في :
- كيا SORENTO

## محرك(Lambda)
من احدث محركات الست اسطوانات التي صممتها الشركة ويتميز بأنه مصنوع بالكامل من الألمونيوم ويتوفر بسعتين 3.3 لتر، 3.8 لتر (V6) بنظام الصمامات المتغير باستمرار (CVVT) وأربع صمامات لكل اسطوانة
- ال(G6DB): سعة 3.3 لتر وقدرة 237 حصانا عند 6000 د/د وعزم 304 ن/م عند 3500 د/د
- ال(G6DA): سعة 3.8 لتر وقدرة 266 حصانا عند 6000 د/د وعزم 353 ن/م عند 3500 د/د

استخدم في :
- هيونداي Entourage
- كيا SORENTO

## محرك (Omega)
أول محرك من فئة الثماني اسطوانات تصممه الشركة (مشروع مشترك بين شركة هيونداي موتورز وشركة ميتسوبيشي موتورز)بتقنية ال(DOHC) نظام حقن الوقود المباشر (GDI)وأدخلت عليه هيونداي تحسينات متلاحقه، قدم عام 1999 على سيارة هيونداي الفاخرة Equus/Centennial (ميتسوبيشي Proudiaاستمرت 15 شهرا فقط وأوقف إنتاجها بسبب مبيعاتها الخجولة انتج منها 1227 وحده منذ عام 1999 حتى 2001 ولم يباع منها إلا 949 وحده وسوقت داخل السوق اليابانية فقط حسب اتفاقيه مع الهيونداي تسوق بمقتضاها الهيونداي سياراتها عالميا والميتسوبيشي داخل اليابان)
ال(G8AA): سعة 4.5 لتر وقدرة 256 حصانا عند 5000 د/د وعزم 373 ن/م عند 2500 د/د

## محرك(Tau)
المحرك الجديد من شركة هيونداي تستبدل به محركها ال(Omega) ويتكون من ثمانية اسطوانات (V8) بسعة 4.6 لتر وتقول تقارير صدرت بأنه ينتج أكثر من 350 حصانا، وبنظام(CVVT) الصمامات المتغيرة باستمرار وأربع صمامات لكل اسطوانة، يتوقع تقديمه خلال العام 2008 على السيارة الجديدة من هيونداي (GENESIS)